# Héctor Blondet
Héctor Blondet Texidor, (nacido el 12 de mayo de 1947 en Brooklyn, Nueva York  y fallecido el 9 de septiembre de 2006 en Morovis, Puerto Rico) fue un jugador de baloncesto con doble nacionalidad estadounidense y puertorriqueño. Con 1.91 metros de estatura, jugaba en la posición de alero.

## Trayectoria
Héctor “El Mago” Blondet fue el primer puertorriqueño seleccionado en Draft de la NBA. Nacido en Nueva York pero hijo de puertorriqueños, jugó a en la NCAA en la Universidad de Murray State. Debutó con Puerto Rico en los Panamericanos del 1971 y también jugó en las Olimpiadas del 1972 y 1976 y en  el Mundial del 1974   disputado en su país. En el BSN jugó en 13 temporadas, ganando un campeonato en el 1976 con los Cardenales de Río Piedras. A nivel internacional jugó con el FC Barcelona (1973-1974) y el Wienner de Austria. Su estilo de juego revolucionó la manera que se jugaba baloncesto en Puerto Rico. Sus pases de fantasía, velocidad y precisión fueron un auténtico boom en la liga puertorriqueña. Su experiencia en las ligas callejeras de Nueva York fue clave para adquirir esas habilidades. 

## Participaciones en competiciones internacionales

### Juegos Olímpicos
- Múnich 1972 6/16
- Montreal 1976 9/12

### Mundiales
- Puerto Rico 1974 7/14